# Saint-Sulpice-de-Pommeray
Saint-Sulpice-de-Pommeray é uma comuna francesa na região administrativa do Centro, no departamento de Loir-et-Cher. Estende-se por uma área de 11,5 km². Em 2010 a comuna tinha 1 903 habitantes (densidade: 165,5 hab./km²).